# Tomești (Hunedoara)
Tomești è un comune della Romania di 1 191 abitanti, ubicato nel distretto di Hunedoara, nella regione storica della Transilvania.
Il comune è formato dall'unione di 8 villaggi: Dobroț, Leauț, Livada, Obârșa, Șteia, Tiulești, Tomești, Valea Mare de Criș.